# 南條重長
南條 重長（なんじょう しげなが、天文20年（1551年） - 元和9年11月2日（1623年12月23日））は、戦国時代の武将。
兎々呂城城主。通称右京亮、山城守、小谷岡但馬。

## 略歴
北条氏直に仕え、父・重頼の領地及び騎馬50騎、足軽200人を賜り旗本の侍大将と旗奉行を兼ねた。
天正18年（1590年）小田原征伐の時、小峰山の持口を守った。後に流浪の身となり武蔵国深澤村に移った。元和9年（1623年）11月2日死去。享年73。